# Klaus Groth
Klaus Groth (Heide, 24 de abril de 1819 - Kiel, 1 de junio de 1899) fue un poeta alemán del siglo XIX. 

## Biografía
Tras sus estudios en el seminario de Tondern de 1838 a 1841, Klaus Groth trabajó como profesor en una escuela femenina de su localidad natal. En 1847, se instaló en Kiel para medrar en su carrera profesional, pero tuvo que interrumpir estos estudios por problemas de salud. 
En 1856, obtuvo un grado de profesor de filosofía en Bonn antes de consagrarse como conferenciante privado de literatura y lenguas germánicas en 1858.
Actualmente, en Alemania, hay cinco calles con su nombre distribuidas por todo el país. La más larga se encuentra en Hamburgo y dota de aproximadamente cinco kilómetros de largo. 
En una de esas calles se encuentra la casa donde pasó su niñez, que actualmente es un museo de su biografía.

## Obra
- 1853 Quickborn (Gedichtsammlung)
- 1855–1859 Vertelln
- 1858 Briefe über Hochdeutsch und Plattdeutsch
- 1858 Vær de Gærn („Für die Kinder“)
- 1862 Rothgeter Meister Lamp un sien Dochder
- 1873 Über Mundarten und mundartliche Dichtung
- 1876 Mien Jungsparadies